# Dasyarctia grisea
Dasyarctia grisea är en fjärilsart som beskrevs av M.Gaede 1923. Dasyarctia grisea ingår i släktet Dasyarctia och familjen björnspinnare. Inga underarter finns listade i Catalogue of Life.